# Afonso Évora
Afonso de Azevedo Évora, né le 26 août 1918, décédé le 2 août 2008, est un ancien joueur brésilien de basket-ball.

## Palmarès
- 3e des Jeux olympiques 1948